# Amanita frostiana
Amanita frostiana
Espèce
Amanita frostiana, l'Amanite de Frost est une espèce de champignons basidiomycètes du genre Amanita de la famille des Amanitacées.